# Bazylik
Bazylik – polski herb szlachecki z nobilitacji.

## Opis herbu
Na tarczy czwórdzielnej w krzyż, w polu pierwszym, złotym, lew czerwony o orężu srebrnym, w lewo, wspięty. W polu drugim, srebrnym, okrągła świątynia błękitna, z wejściem czarnym. W polu trzecim, srebrnym, ryba z centką złotą nad okiem, barwy naturalnej, w skos lewy, głową w górę, trzymająca w pyszczku pierścień złoty z gemmą. W polu czwartym, złotym, drzewo o pniu brunatnym i koronie zielonej, z owiniętym wokół pnia takimż wężem z plamkami błękitnymi.
W klejnocie z prawej lew jak w polu pierwszym; w prawo, z lewej gałązka z pięcioma różami czerwonymi o środkach złotych, w układzie 1,2,2. Nad tym wstęga z grecką dewizą ΣAMOΣ OPINIΘN ΓAΛA ΦEPEI.
Labry czarne, podbite srebrem.

## Najwcześniejsze wzmianki
Nadany 1 września 1557 roku, Cyprianowi Bazylikowi. Herb jest wynikiem adopcji przez rycerza Jakuba Heraklidesa Basilicusa.

## Herbowni
Bazylik (herb własny).

## Znani herbowni
- Cyprian Bazylik